# 임근영
임근영(林根永, 1995년 5월 15일 ~ )은 대한민국의 전 축구 선수이다.

## 선수 경력
대구 FC에서 미드필더로 뛰었고 계약 종료후 나온 뒤 청춘 FC에서 미드필더로 뛰었던 선수이며 안정환 감독이 인정한 노력파이며 청춘 FC 이전에는 중랑 코러스 무스탕에서 뛰었으며 청춘 FC 종료 후에는 서울 유나이티드 뛰었다. 2017년에는 태국 프로 리그 할렐루야 파타야 FC로 이적하였다.
그 후, 선수 생활을 마무리하고, 울산 현대 U-15 코치로 활동하였다.

## 같이 보기
- 청춘FC 헝그리 일레븐